# PRIDE 1
Pride 1 — первый турнир по смешанным единоборствам организации Pride Fighting Championships, основанной в Японии в 1997 году. Турнир прошёл в Токио Доум в Токио, Япония. Главным событием турнира стал первый бой между профессиональным японским борцом Нобухико Такадой и представителем семьи Грейси Хиксоном Грейси. Помимо боёв ММА в этот вечер также прошёл бой по правилам кикбоксинга между Чемпионом Гран-При K1 Бранко Цикатичем и Ральфом Уайтом. Весовых категорий не было. Одержать победу решением тоже было невозможно.

## Бои
| Основные бои      | Основные бои    | Способ                                       | Раунд | Время | Примечание |
| Хиксон Грейси     | Нобухико Такада | Болевой приём (рычаг локтя)                  | 1     | 4:47  |            |
| Кимо Леопольдо    | Дэн Северн      | Ничья (вышло время)                          | 1     | 30:00 |            |
| Бранко Цикатич    | Ральф Уайт      | Не состоялся (Цикатич ударил Уайта на земле) | 1     | 1:52  |            |
| Кодзи Китао       | Натан Джонс     | Болевой приём (Кимура)                       | 1     | 2:14  |            |
| Хензо Грейси      | Акира Шои       | Ничья (вышло время)                          | 3     | 10:00 |            |
| Гари Гудридж      | Олег Тактаров   | Нокаут (удары)                               | 1     | 4:57  |            |
| Казунари Мураками | Джонс Диксон    | Болевой приём (рычаг локтя)                  | 1     | 1:34  |            |